# Сельское поселение «Зуткулей»
Се́льское поселе́ние «Зуткулей» (бур. Зүдхэлиин hомон) — муниципальное образование в Дульдургинском районе Забайкальского края Российской Федерации.
Административный центр — село Зуткулей.

## История
Статус и границы сельского поселения установлены Законом Читинской области от 19 мая 2004 года «Об установлении границ, наименований вновь образованных муниципальных образований и наделении их статусом сельского, городского поселения в Читинской области».

## Население
| 2010  | 2011  | 2012  | 2013  | 2014  | 2015  | 2016  |
| ----- | ----- | ----- | ----- | ----- | ----- | ----- |
| 1688  | ↘1686 | ↘1637 | ↘1569 | ↘1554 | ↘1531 | ↘1502 |
| 2017  | 2018  | 2019  | 2020  | 2021  |       |       |
| ↘1482 | ↘1446 | ↘1417 | ↘1383 | ↘1228 |       |       |

## Состав сельского поселения
| № | Населённый пункт   | Тип населённого пункта       | Население |
| - | ------------------ | ---------------------------- | --------- |
| 1 | Восточный Зуткулей | село                         |           |
| 2 | Зуткулей           | село, административный центр | ↘1378     |
| 3 | Северный Зуткулей  | село                         |           |
| 4 | Южный Зуткулей     | село                         |           |